# Альмаон
Альмаон  (швед. Almaån) — мала річка на півдні Швеції, у лені Сконе, права притока річки Гельге. Довжина річки становить 40 км,  площа басейну — 913 км².  На річці побудовано 3 малих ГЕС загальною встановленою потужністю 0,9 МВт й з загальним середнім річним виробництвом 4,3 млн кВт·год. 